# Роже II Транкавель
Роже II Транкавель (фр. Roger II Trencavel, Roger II de Béziers; 1149/1150 — 19 марта 1194) — виконт Альби, Безье и Каркассона с 1167 года.

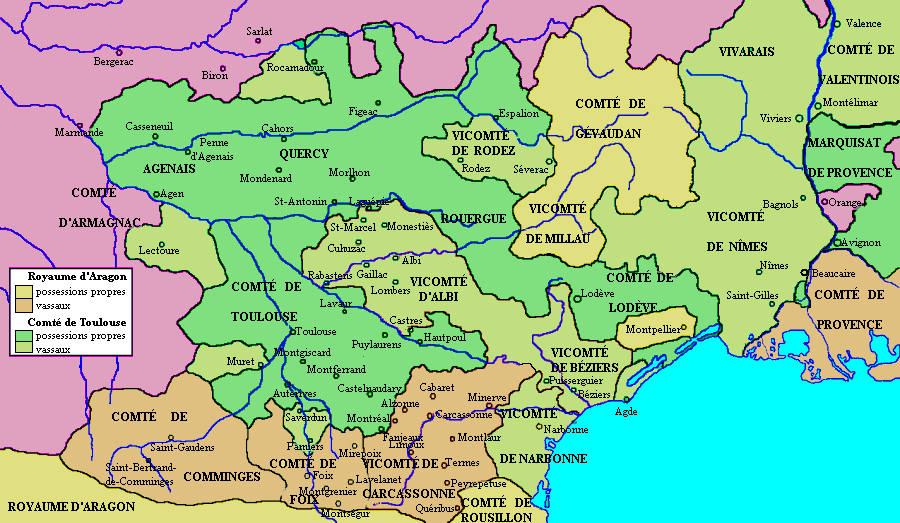
Безье, Альби и Каркассон на карте Окситании XII в.

## Биография
Сын Раймона I Транкавеля и его жены Соры. Наследовал отцу, убитому восставшими жителями Безье. Осадил город и взял его штурмом с помощью войск Альфонса II Арагонского, после чего отомстил убийцам отца.
Признал себя вассалом Арагона по Каркассону и Разесу, вассалом графов Тулузы — по Безье и Альби.
Заключил союз с тулузским графом Раймундом V, женившись на его дочери Аделаиде (1171), и выдав замуж сестру за его сына и наследника.
Потворствовал катарам (в отличие от тестя).
Умер 19 марта 1194 года, похоронен в приорстве Сент-Мари де Кассан.